# Sky Sailing
Sky Sailing je americký hudební projekt založený zpěvákem, skladatelem a multiinstrumentalistou Adamem Youngem (známého z projektu Owl City) v roce 2007 v Owatonně, Minnesotě. Jedná se o první Adamův projekt, tedy vznikl dokonce dříve než samotné Owl City.

## Historie
Jedná se převážně o akustický synthpop za použití piána, bubnů a akustické kytary. Takto se výrazně odklání od pro něj typického elektronického žánru.
Zatím bylo 13. července 2010 vydáno jedno album s názvem An Airplane Carried Me to Bed (a to pod záštitou Universal Republic Records). Album obsahuje nahrávky z doby před Owl City nahrané v létě 2006. Dostupné je jak na iTunes, tak i v podobně CD. Další tvorbu Adam zvažuje.
Některé texty písní jsou dost podobné těm z „The Bird and The Worm“, ale jsou o trochu víc tlumené a zasněné. Avšak stejná lyrická fantazie a nepředvídatelné slovíčkaření, na jaké jsou fanoušci Owl City zvyklí, nechybí ani zde.
29. června 2010 na svém blogu Adam píše: „Před třemi a půl roky jsem ve sklepě svých rodičů během nočních hodin, kdy jsme se já a spánek nedokázali střetnout, nahrál sbírku písní. Byl jsem pracovníkem s kovem, pracoval od šesti od rána do čtyř odpoledne ve skladě v jižní Minnesotě. Psal jsem, tvořil, přemýšlel, snil a vdechoval hudbu každou volnou sekundu. Hudba byla vždy mým snem, ale tehdy to bylo jen pírko ve větru. Bez ohledu na to nebyla má nálada pochmurná a já jsem tvořil hudbu tak rychle a tak divoce, jak jsem mohl. Ve svém malém pokojíku ve sklepě jsem měl starý počítač Dell, Reason 2.5, kamarádův Behringer C-1 condenser, Behringer 8 channel analogový mixer a starý Alvarez od strýce. Neměl jsem ponětí, co jsem dělal, ale byl jsem snílek a hudba byl můj způsob, jak utéct, tak jsem do toho dal vše. Nikdy jsem nečekal, že by mou hudbu poslouchal někdo jiný než rodiče nahoře skrz prkna v podlaze. Psal jsem pro sebe. Byl jsem obojím, jak umělcem, tak publikem, a dal jsem si název Sky Sailing. Dlouho jsem tyto nahrávky tajně schovával a až do teď nespatřily denní světlo. Dlouho předtím než bylo Owl City pouhou jiskrou slávy, spousta sklíčeností orámovaných pracovních dní padlo na bezmyšlenkovité snění o tom, z čeho se nakonec stala kolekce těchto písní. Z pohledu perfekcionistického hudebníka, píseň není nikdy doopravdy dokončená, ale spíše jen opuštěná a proto po spoustě inspirace a náhodného experimentování jsem se vynořil ze sklepa s 11 skladbami, které jsem s láskou nazval An Airplane Carried Me To Bed. Toto album je krokem do minulosti, zdokumentovaný účet plachého kluka z Minnesoty s více nadějemi a sny, než sám věděl rady, co si s němi počít. Když budete poslouchat toto album, můžete zaslechnout naivitu, nevinnost, nezkušenost a představy doširoka otevřených očí toužícího snílka. Je to jako světlé, tak tmavé, optimistické a melancholické. Nenaleštěné a zaprášené, je to starožitnost, a proto to obsahuje opravdu unikátní a elegantní estetiku. Ačkoliv za tou hudbou byl vždy jen jeden umělec, před Owl City bylo Sky Sailing a já považuju za velkou čest, že se konečně našla příležitost to s vámi sdílet. Doufám, že si to užijete tak, jako jsem si já užil tvorbu.“
V jednom rozhovoru Adam řekl, že mu album akorát zabíralo místo na disku, tak ho trochu opravil a vydal. Nahrávky jsou pro něj prý sentimentální, protože jsou to první písně, které dal dohromady a první písně, pro které napsal texty, protože začínal produkováním instrumentálních, ambientních a experimentálních věcí.
Při srovnání Sky Sailing versus Owl City říká, že obojí jsou dílem jednoho a toho samého člověka, ale Sky Sailing je temnější, náladovější a více organická. Na albu se neobjevuje žádné velké programování, vše se tvořilo spíš ručně. Písně a texty tíhnou k myšlence, že tam někde je vždycky něco víc, jen to čeká na prozkoumání nebo objevení.
A na otázku, jestli si užil jeden projekt víc než druhý Adam odpovídá: „Ne nijak konkrétně. Vždycky jsem chtěl 'dělat všechno' z hlediska psaní a nahrávání a samozřejmě jsem to všechno nemohl dělat skrze jednu skupinu. Vždy mě to táhlo ke skoro všem hudebním žánrům, takže vytváření odlišných projektů mi to umožňuje dělat.“
Pro oficiální reprezentaci se Adam nafotil v letecké masce (tu použil také pro svůj další projekt Swimming With Dolphins). Také zveřejnil dvě fotky z dětství.

## Diskografie

### Studiová alba
An Airplane Carried Me to Bed (2010)

### Singly
Flowers of the Field (2010)